# Enrico Federico Jest
Enrico Federico Jest (... – dopo il 1863) è stato un fotografo italiano.
L'importanza di Jest è quella di essere stato il primo fotografo italiano a scattare una foto col dagherrotipo autocostruito l'8 ottobre 1839, avendo ripreso la Chiesa della Gran Madre da Piazza Vittorio Veneto. Insieme a lui nell'impresa fotografica il figlio Carlo Alessandro ed Antonio Rasetti. La fotografia della Chiesa della Gran Madre è stata ritrovata soltanto nel 1977, fortunosamente. In realtà Jest e soci sarebbero stati i secondi a sperimentare il dagherrotipo in Italia: il primo fu il fisico Tito Puliti (1809-1870) durante un convegno di scienziati a Pisa il 2 settembre 1839 ma si trattò di mostrare il funzionamento della scoperta di Daguerre.

## Biografia

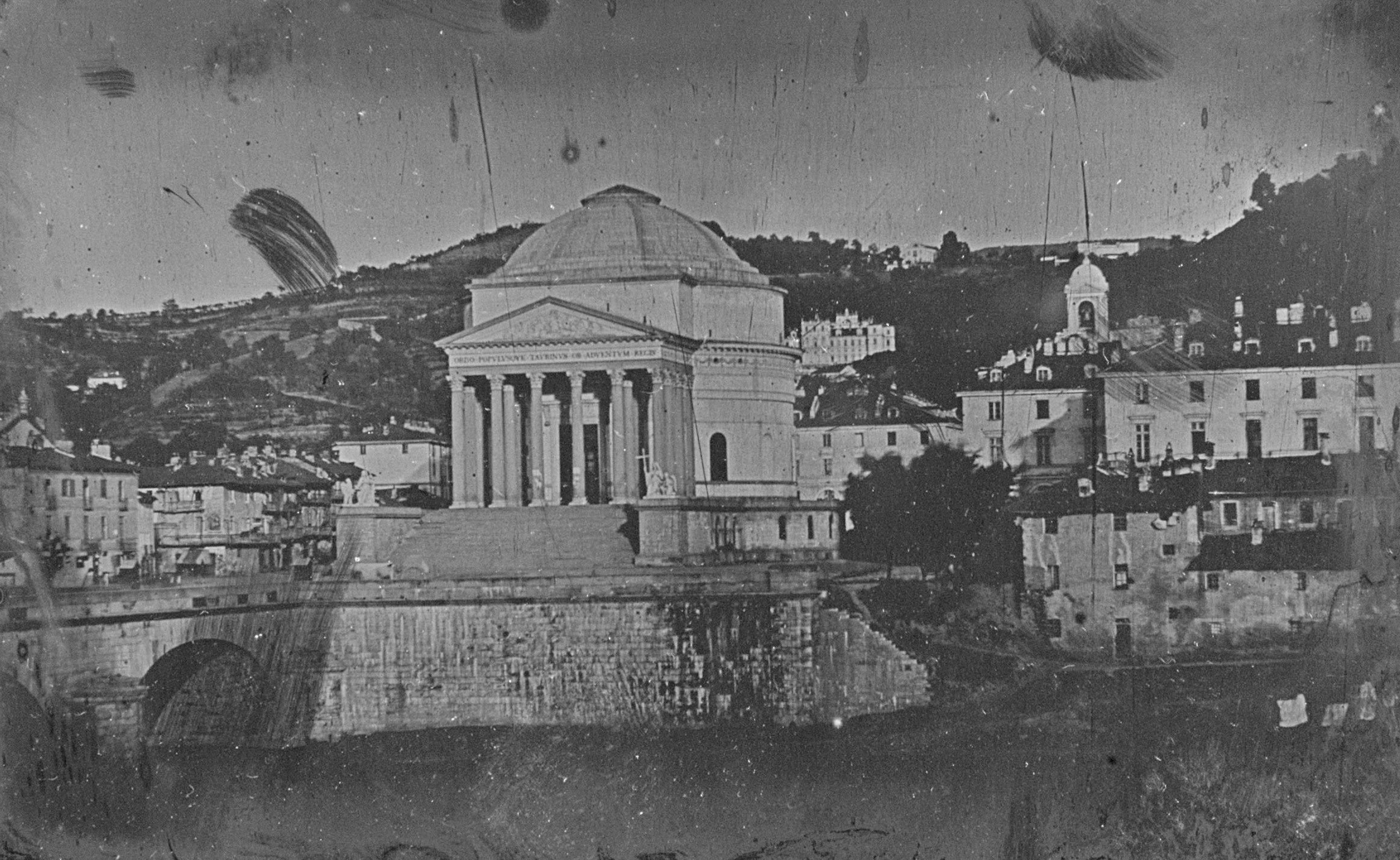
Il dagherrotipo della Chiesa della Gran Madre di Dio scattata l'8 ottobre 1839, la prima fotografia italiana e una delle primissime in Europa.

Scarsissime sono le notizie su questo pioniere della fotografia. Si sa che dal 1814 al 1849 lavorò all'Università di Torino con la qualifica di macchinista, cioè in qualità di tecnico che si occupava dell'acquisto, della cura e della manutenzione degli strumenti del Gabinetto di Fisica al servizio dei docenti. Qualifica che comportava inoltre che ne fossero anche abili costruttori. In realtà, Jest ebbe una ditta affermata nella capitale piemontese perché oltre all'Università di Torino riforniva le altre università del Regno sardo, facoltà scientifiche ed i licei piemontesi, disponendo di strumentazioni e attrezzature soprattutto per la fisica, chimica, ottica, meteorologia, geodesia.
Dopo Enrico Federico il posto di macchinista all'Università fu assunto dal figlio Carlo Alessandro che lo occupò fino al 1900 circa e che ebbe, per un periodo, come secondo macchinista il cugino Costante.
Gli strumenti costruiti e venduti da Jest tramite il "Catalogue des principaux instrumens de physique, chimie, optique, mathématiques et autres, a l'usage des sciences" (1836) sono presenti presso le sedi universitarie e i musei di Cagliari, Genova e altrove.
Jest decise perciò di dedicarsi alla fotografia, nonostante le difficoltà riscontrate col dagherrotipo: copia positiva unica, vapori nocivi di mercurio, inversione destra e sinistra, lunghe esposizioni.
Jest godette di un gran successo non solo in Piemonte ma anche in tutta Italia, probabilmente dovuto anche alla “costruzione, imitata senza modello” dell'apparecchio di Louis Daguerre, ma senza dubbio alla sua capacità di imprenditore che seppe diffondere la sua impresa. In ogni caso, la fotografia era ancora in un ambito, per così dire, scientifico, sperimentale, e soltanto a partire dal 1840 si inizierà a vederne le potenzialità professionali.
Ed è proprio nel 1840 che Jest tradusse in italiano il manuale sull'uso del dagherrotipo di Daguerre. Successivamente tradusse il "Trattato pratico di fotografia" di Marc Antoine Gaudin, cui il figlio Carlo aggiunse un elenco di 140 voci di apparecchiature fotografiche nonché una sintesi dei più noti processi inventati fino ad allora. Negli stessi anni fabbricò alcuni dagherrotipi autocostruiti, assieme a Rasetti, dotati di lenti da lui stesso realizzate, forse il primo obiettivo costruito in Italia, composti da un sistema ottico acromatico.
Enrico Federico Jest è ignorato non solo a Torino ma anche in Italia e non restano immagini che lo ritraggano Dopo il 1863 non si hanno più notizie su di lui e sulla sua vita.